# Heim (Familienname)
Heim ist der Familienname folgender Personen:

## Namensträger

### A
- Alan Heim (* 1936), US-amerikanischer Filmeditor
- Albert Heim (Jacob Albert Heim; 1849–1937), Schweizer Geologe und Hochschullehrer
- Albert Heim (Künstler) (1890–1960), deutscher Maler, Karikaturist, Lithograf, Grafikdesigner und Gebrauchsgraphiker
- Alex Heim (* 1951), Schweizer Politiker (CVP)
- Alfred Thaddäus Heim (1933–2014), deutscher Journalist, Komponist und Mundartautor
- André Heim (* 1998), Schweizer Eishockeyspieler
- Andrea Heim (* 1961), deutsche Volleyballspielerin
- Anthonie van der Heim (auch Antonius van der Heim; 1693–1746), holländischer Ratspensionär
- Aribert Heim (1914–1992), deutsch-österreichischer Mediziner und SS-Hauptsturmführer
- Arnold Heim (1882–1965), Schweizer Geologe
- August Heim (1904–1976), deutscher Fechter

### B
- Bea Heim (* 1946), Schweizer Politikerin (SP)
- Bernhard Andreas von Heim (auch Johann Andreas von Heim; 1759–1821), deutsch-russischer Universalgelehrter und Rektor der Universität Moskau
- Bettina Heim (* 1989), Schweizer Eiskunstläuferin
- Bruno Bernhard Heim (1911–2003), Schweizer Geistlicher, Erzbischof von Xanthus
- Burkhard Heim (1925–2001), deutscher Physiker und Institutsdirektor

### C
- Capistrano Francisco Heim (1934–2020), US-amerikanischer Ordensgeistlicher und Bischof
- Carl Heim (Ingenieur) (1858–1924), deutscher Elektroingenieur und Hochschullehrer
- Carl Heim (Architekt) (1859–1944), deutscher Architekt
- Carlamaria Heim (1932–1984), deutsche Schauspielerin und Schriftstellerin
- Carol E. Heim (* 1955), US-amerikanische Ökonomin
- Christian Heim (* 1993), deutscher Skispringer
- Christin Heim (* 1985), deutsche Schauspielerin
- Christine Heim (* 1968), deutsche Medizinische Psychologin und Hochschullehrerin
- Claus Heim (1884–1968), deutscher Landwirt und Funktionär der Landvolkbewegung

### E
- Edgar Heim (* 1930), Schweizer Psychiater und Psychotherapeut
- Edwin Heim (* 1945), Schweizer Handbuchbinder und Künstler
- Emil Heim (1887–1967), deutscher Jurist und Politiker
- Emmy Heim (1885–1954), österreichisch-kanadische Sängerin (Sopran) und Musikpädagogin
- Ernst Heim (Musiker) (1854–1935), Schweizer Musiker (Violinist, Harfenist), Dirigent und Komponist
- Ernst Heim (Architekt) (1858/1859–1921), Schweizer Architekt
- Ernst Heim (Funktionär) (1902–1983), deutscher Verbandsfunktionär
- Ernst J. Heim, ein Pseudonym von Julius Sternheim (Filmproduzent) (1881–1940), deutscher Filmproduzent und Drehbuchautor
- Ernst Ludwig Heim (1747–1834), deutscher Mediziner
- Erwin Heim (1910–1987), deutscher Kommunalpolitiker
- Esther Heim (* 1958), Schweizer Malerin

### F
- Ferdinand Heim (1895–1971), deutscher Generalleutnant
- Ferdinand Christoph Heim (* 1932), rumäniendeutscher Schriftsteller
- François-Joseph Heim (1787–1865), französischer Maler
- Franz Heim (Mediziner) (1792–1845), deutscher Chemiker und Mediziner
- Franz Heim (Rennfahrer) (1882–1926), deutscher Automobilrennfahrer, Unternehmer und Begründer der Automobilfirma Heim & Cie
- Franz Heim (SS-Mitglied) (1907–1944), Obersturmbannführer der SS, Beauftragter der Sicherheitspolizei beim BdS in Krakau
- Franz Anton Heim (1830–1890), Schweizer Maler
- Friedrich Heim (Friedrich Jakob Philipp Heim; 1789–1850), evangelischer Pfarrer und Gründer der Paulinenpflege Winnenden
- Friedrich Heim (Richter) (1900–nach 1970), deutscher Jurist und Richter
- Fritz Heim (Geologe) (1887–1980), deutscher Geologe und Polarforscher
- Fritz Heim (Mediziner) (1910–1979), deutscher Pharmakologe

### G
- Gabriel Heim (* 1950), Schweizer Publizist, Autor und Filmregisseur
- Georg Heim (1865–1938), deutscher Politiker und Parteigründer (BVP)
- Georg Müller-Heim (1879–nach 1947), deutscher Journalist und Schriftsteller
- Gisela Heim (1934–2009), deutsche Bildhauerin
- Gustav Heim (1879–1933), deutscher Trompeter und Kornett-Spieler

### H
- Hans Heim (Heimatforscher) (?–2018), deutscher Heimatforscher
- Hans Heim (Unternehmer) (* 1962), Mountainbike-Unternehmer und Wirtschaftsmanager
- Hannah Faal-Heim, gambische methodistische Geistliche
- Harro Heim (1919–2016), deutscher Bibliothekar und Bibliotheksdirektor
- Heinrich Heim (Maler) (1850–1935), deutscher Maler
- Heinrich Heim (Jurist) (1900–1988), Jurist und SS-Standartenführer in der Zeit des Nationalsozialismus
- Heinrich Jakob Heim (1828–1892), Schweizer Geistlicher
- Heinz Heim (1859–1895), deutscher Genremaler und Zeichner
- Hellmut Heim (1900–1986), deutscher Chirurg und Admiralarzt
- Helmut Heim (* 1952), deutscher Erziehungswissenschaftler und Hochschullehrer für Pädagogik
- Herbert Heim (1925–1998), deutscher Heimatforscher
- Hermann Heim (1846–1919), österreichischer Unternehmer
- Hilde Heim (1950–2010), deutsche Filmemacherin und Journalistin

### I
- Ignaz Heim (1818–1880), deutscher Musiker, Chorleiter und Musikdirektor

### J
- James Heim (* 1968), Schweizer Ökonom und Autor
- Jo Heim (* 1958), deutscher Kameramann
- Johann Ernst Wilhelm Heim (1780–1857),  Landrat und Kreisrat im Großherzogtum Hessen
- Johann Georg Heim (1812–1878), württembergischer Landtagsabgeordneter
- Johann Heinrich Heim (1802–1876), Schweizer Politiker und Arzt
- Johann Ludwig Heim (Geistlicher) (1704–1785), deutscher Geistlicher und Chronist
- Johann Ludwig Heim (Geologe) (1741–1819), deutscher Geologe, Mineraloge und Theologe
- Johannes Heim (1909–1991), Schweizer katholischer Priester, Naturforscher, Ornithologe und Heimatforscher

### K
- Karl von Heim (1820–1895), deutscher Jurist und Politiker, MdR
- Karl Heim (Theologe) (1874–1958), deutscher protestantischer Theologe
- Karl Heim (Architekt), deutscher Architekt
- Karl Heim (Pädagoge) (?–1981), Schweizer Lehrer und Heimatforscher
- Karl Heim (Politiker) (* 1950), deutscher Kommunalpolitiker, Landrat
- Klaus Martin Heim, deutscher Schauspieler und Synchronsprecher
- Konrad Heim (1890–nach 1960), deutscher Gynäkologe und Hochschullehrer

### L
- Liane Heim (1920–2000), Schweizer Malerin und Grafikerin
- Lou Heim (1874–1954), US-amerikanischer Ruderer
- Ludwig Heim (Architekt) (1844–1917), deutscher Architekt
- Ludwig Heim (Mediziner) (1857–1939), deutscher Mediziner, Hygieniker und Hochschullehrer
- Luise Heim (* 1996), deutsche Badmintonspielerin

### M
- Malte Heim (* 1940), deutscher Schriftsteller und Übersetzer
- Manfred Heim (* 1961), deutscher Theologe
- Marcell Heim (* 1950), deutscher Transfusionsmediziner und Hochschullehrer
- Maria Heim (1882–1966), österreichische Ärztin und Schriftstellerin, siehe Marie Pappenheim
- Maria Heim (Radsportlerin) (* 1970), Schweizer Radsportlerin
- Marie Heim-Vögtlin (1845–1916), Schweizer Ärztin
- Max Heim (* 1925), deutscher Geheimdienstoffizier
- Maximilian Heim (* 1961), deutsch-österreichischer Ordensgeistlicher und Theologe
- Melitta Heim (1888–1950), österreichische Sängerin
- Michael Heim (Journalist) (1936–2015), deutscher Journalist und Schriftsteller
- Michael Heim (Sänger) (* 1968), österreichischer Opernsänger (Tenor)
- Michael Henry Heim (1943–2012), US-amerikanischer Slavist
- Michael R. Heim (* 1944), US-amerikanischer Autor und Universitätsdozent
- Michel Heim (1899–1947), deutscher Maler und Grafiker

### O
- Oskar Heim (1916–2000), Schweizer Transportunternehmer
- Otto Heim (1897–1952), Schweizer Bauingenieur
- Otto H. Heim (1896–1978), Schweizer Wirtschaftsfunktionär und Präsident des Verbands Schweizerischer Jüdischer Fürsorgen und Flüchtlingshilfen

### P
- Paul Heim (Offizier), preußischer Offizier und Militärschriftsteller
- Paul Heim (Architekt, 1879) (1879–1963), deutscher Architekt im Büro Heim & Kempter
- Paul Heim (Architekt, 1905) (1905–1988), deutscher Architekt
- Paul Heim (Jurist) (1932–2020), britischer Jurist, Kanzler des Europäischen Gerichtshofes
- Peter Heim (Autor) (* 1924), deutscher Autor und Journalist
- Peter Heim (Historiker) (* 1944), Schweizer Historiker
- Peter Otto Heim (1896–1966), deutscher Bildhauer, Maler und Kunstpädagoge
- Philipp Heim (1869–1925), deutscher Verwaltungsjurist und Bezirksoberamtmann

### R
- Régine Heim (1908–2004), Schweizer Bildhauerin
- Reinhard Heim (* 1954), deutscher Maler, Fotograf und Restaurator
- Robert Heim (Volksliedsammler) (1884–1954), deutscher Lehrer und Volksliedsammler
- Robert Heim (Kirchenfunktionär) (1886–1981), Schweizer Lehrer und Präsident der Synode der Christkatholischen Kirche der Schweiz (1930–1943)
- Robert Heim (Psychoanalytiker) (* 1952), Schweizer Psychoanalytiker
- Roger Heim (1900–1979), französischer Mykologe
- Roland Heim (* 1955), Schweizer Politiker
- Rolf Heim (Unternehmer) (* 1944), deutscher Unternehmer
- Rolf Heim (Mediziner) (* 1971), Schweizer Psychiater und Psychotherapeut
- Rosel Heim (1902–1992), deutsche Kosmetikerin
- Ruedi Heim (* 1967), Schweizer Theologe
- Rüdiger Heim (* 1959), deutscher Sportwissenschaftler
- Rudolf Heim (1879–1944), Schweizer Unternehmer österreichischer Herkunft

### S
- Samuel Heim (1764–1860), Schweizer Unternehmer
- Scott Heim (* 1966), amerikanischer Schriftsteller
- Stefan Heim (* 1972), deutscher Maler
- Susanne Heim (* 1955), deutsche Politikwissenschaftlerin und Historikerin

### T
- Torsten Heim (* 1963), deutscher Polizeibeamter und Schauspieler, siehe Toto & Harry

### U
- Ulrich Heim (* 1937), deutscher Physiker und Fotograf
- Uta-Maria Heim (* 1963), deutsche Schriftstellerin

### V
- Val Heim (1920–2019), US-amerikanischer Baseballspieler

### W
- Walter Heim (Architekt) (1888–1947), deutscher Architekt
- Walter Heim (Volkskundler) (1922–1996), Schweizer Priester, Lehrer, Archivar und Volkskundler
- Werner Heim (Biologe) (1908–1978), deutscher Biologe und Heimatforscher
- Werner Heim (Sänger, 1909) (1909–1980), Schweizer Sänger, Dirigent und Chorgründer
- Werner Heim (Kampfsportler) (1925–2008), deutscher Ju-Jutsuka
- Werner Heim (Sänger, 1950) (* 1950), Schweizer Sänger (Bassbariton) und Musikpädagoge
- Wilhelm Heim (Geistlicher) (1878–1952), Schweizer christkatholischer Geistlicher und Journalist
- Wilhelm Heim (Schauspieler) (1888–1954), österreichischer Schauspieler, Regisseur und Autor
- Wilhelm Heim (Mediziner) (1906–1997), deutscher Chirurg und Verbandsfunktionär
- Wilhelm Friedrich von Heim (1835–1912), deutscher Politiker
- Willi Heim (1914–nach 1997), deutscher Jurist
- Wolf Dietrich Heim (* 1967), österreichischer Botschafter im Iran
- Wolfgang Heim (* 1955), deutscher Journalist

Familien mit diesem Namen:
- Heim (Familie)

Siehe auch:
- Heym
- Haim
- Haym